# YBSニュース・アップ!
YBSニュース・アップ!（ワイビーエスニュース・アップ!）は、山梨放送（YBSラジオ）で平日夕方に放送されていた報道番組である。放送時間は平日 18:00 - 18:15。
番組は毎日18時からスタートし、山梨県内のその日1日の動きを中心に山梨放送のアナウンサーが毎日日替わりで出演して詳しく紹介する（2005年3月までは男女1名ずつ2名が担当）。また過去1週間の番組についてはインターネットの番組公式ホームページでオンデマンドで聞くことができた（テーマソング、コマーシャルもそのまま配信されていた。今は、この番組の配信は廃止され、その代わりYBSワイドニュースで放送されたニュースの一部を配信していて、山梨県内のテレビ局としては初の映像配信も平日の一部ニュースのみだが行っている）。
2005年4月から特集コーナーはラジオ用にテレビとは別の内容を取り上げていたが、選挙関連の特集や金曜日のハギトモスポーツはYBSワイドニュースと同じものをラジオ用に編集して放送された。
2006年7月3日にリニューアルし、それまでの県内ニュースのほかに全国ニュースも放送するようになった。そのため特集など一部のコーナーが放送されなくなった。
2023年現在、平日の同時間帯ニュースは『YBSラジオニュース』としてナイターシーズンに関わりなく17:50～17:59に放送されている。

## 過去の放送時間

### ナイターシーズンオフ
- 2006年度　18:00～18:24（月曜日のみ18:20まで）
- 2005年度　18:00～18:25
- 2004年度　18:00～18:50

### ナイターシーズン中
- 2005年度,2006年度　18:00～18:23（月曜日のみ18:27まで）

## キャスター
YBSアナウンサーが日替わりで担当する。